# Zuzones
Zuzones est une localité espagnole de la communauté autonome de Castille-et-León, au sud-est de la province de Burgos. Elle s'étend sur 20 km2 et comptait environ 115 habitants en 2008 et 103 en 2021

## Géographie
Zuzones est situé sur les versants est et sud de la colline El Otero, qui s'élève avec une pente raide depuis la rivière, d'environ 60 mètres, permettant une vue panoramique sur la vallée et les Montes de La Vid qui s'élèvent à 2 km au sud. Le Douro s'approche de Zuzones après avoir traversé la Chopera de San Pedro, dans une plaine alluviale formée au cours des époques géologiques récentes. 
Des saules, des peupliers, des aulnes et même quelques frênes ornent les berges et créent un bosquet propice à la promenade. 
La ligne Valladolid-Ariza passait par Zuzones, qui reliait, en se connectant avec d'autres lignes nord-sud, la Galice à la Catalogne. Jusqu'à récemment dans un état d'abandon  il est devenu une promenade  grâce à l'initiative des locaux qui ont procédé à un son nettoyage.

## Sites touristiques
- La paroisse de la ville, dédiée au saint patron Martin de Tours date des XVIe et XVIIIe siècles.
- À 1 km de la ville se trouve le monastère de La Vid et, à côté, la ville de La Vid, construite dans les années 1950 à la suite de l'inondation de la vieille ville de Linares del Arroyo (Ségovie) pour construire le réservoir de Linares. Zuzones partage sa mairie avec La Vid et Guma.